# باول برنارد
باول برنارد (بالإنجليزية: Paul Bernard)‏ (30 ديسمبر 1972 بإدنبرة في المملكة المتحدة - ) هو لاعب كرة قدم بريطاني في مركز الوسط. شارك مع منتخب اسكتلندا تحت 21 سنة لكرة القدم ومنتخب اسكتلندا الثانوي لكرة القدم ‏ ومنتخب اسكتلندا لكرة القدم. أما مع النوادي، فقد لعب مع أولدهام أثلتيك ودرودا يونايتد وسانت جونستون ونادي أبردين ونادي بارنسلي ونادي بليموث أرجايل.

## وصلات خارجية
- باول برنارد على موقع الاتحاد الإسكتلندي (الإنجليزية)
- باول برنارد على موقع قاعدة بيانات كرة القدم.إي يو (الإنجليزية)
- باول برنارد على موقع Soccerbase.com (لاعب) (الإنجليزية)
- باول برنارد على موقع عالم كرة القدم.نت (الإنجليزية)